# Vericrustacis
Els vericrustacis (Vericrustacea) constitueixen un clade de crustacis dintre dels altocrustacis que inclou els clades Branchiopoda i Multicrustacea.